# Gál Róbert (író)
Gál Róbert (Budapest, 1937. október 5. –) író, szociológus, újságíró.

## Megjelent munkái
- Túl az Óperencián… – Kálmán Imre regényes élete (2004. K.u.K. Kiadó)
- Odavagyok magáért… – Epizódok Fényes Szabolcs életéből (2005. K.u.K. Kiadó)
- Óh, lányka,óh, lánykám… – Lehár, az operett fejedelme (2006. Rózsavölgyi és Társa)
- Mi muzsikus lelkek – Zerkovitz Béla életregénye (2007. Rózsavölgyi és Társa)
- Muzsikáló pesti éjszaka (a legendás EMKE zenés kávéház története) – Dokumentumregény az ötvenes évek könnyűzenei életéből (2009. Rózsavölgyi és Társa)
- Délibábos Hortobágyon – Huszka Jenő élete és művei (2010. Rózsavölgy és Társa)
- Szeressük egymást, gyerekek – Seress Rezső története (2010. Rózsavölgyi és Társa)
- A szenvedély muzsikája – Kálmán Imre (2011. Rózsavölgyi és Társa)
- Latyi – Legenda és valóság (2012. Rózsavölgyi és Társa)